# Церква Покрови Пресвятої Богородиці (Айрондеквойт)
Церква Покрови Пресвятої Богородиці — Українська автокефальна православна церква розташована в Айрондеквойті, Нью-Йорк. Церква розташована на бульварі Св. Павла 3176, Айрондеквойт, Нью-Йорк, США.

## Рання історія
Парафія була заснована в 1950 році українськими іммігрантами, які оселилися в районі Рочестера, штат Нью-Йорк, після Другої світової війни.
Парафія спочатку придбала будівлю церкви в 1954 році і розташовувалася на проспекті Клінтон у внутрішніх межах міста Рочестер, штат Нью-Йорк.

## Поточне місцезнаходження
У 1970 році парафіяльний комітет вирішив придбати 5-акрів (20 000 м2) земельна ділянка 20 000 м кв, де зараз знаходиться церква. Спочатку парафія збудувала церковну залу у 1975 році та використовувала кошти від оренди залу для збору коштів на будівництво церкви. Після того, як тодішній митрополит Мстислав благословив місце, була збудована церква в 1978 році. Більшість будівництва ним керував діючий парафіяльний священик Преподобний Анатолій Ситник (1933—2016).
Церква була освячена 17 жовтня 1982 року архієпископом Марком (Гундяк).
Нинішній пастор — священник Ігор Креховецький.

## Інше
На церковному майданчику знаходиться дім пастора, де живе нинішній пастор. Він був побудований у 1976 році та освячений у 1977 році.
Зал церкви — це споруда, в якій до побудови церкви проводилось багато парафіяльних заходів, включаючи літургії. Він був завершений у 1976 році, але був знищений вогнем у 90-х роках та був відновлений.
Біля церкви є кілька видатних пам'ятників Голодомору 1932 — 33 років та Чорнобильської катастрофи 1986 року.
За церковним залом розташоване футбольне поле, яким користується Українсько-американський спортивний клуб.